# Tabebuia platyantha
Tabebuia platyantha là một loài thực vật thuộc họ Bignoniaceae. Đây là loài đặc hữu của Jamaica.